# Język nganasański
Język nganasański, także: tawgijski, tawgijsko-samojedzki – język z grupy języków samojedzkich (rodzina uralska), najbardziej wysunięty na wschód język tej grupy. Najbliżej spokrewniony z językiem nienieckim. Jest używany przez Nganasan, lud zamieszkujący kilka osad na północy Kraju Krasnojarskiego w Tajmyrskim Okręgu Autonomicznym. Jest językiem zanikającym; spośród około 900 żyjących obecnie na terenie Federacji Rosyjskiej Nganasan tylko nieco ponad 100 osób potrafi posługiwać się językiem ojczystym.